# Orquestra Sinfônica do Estado de Penang

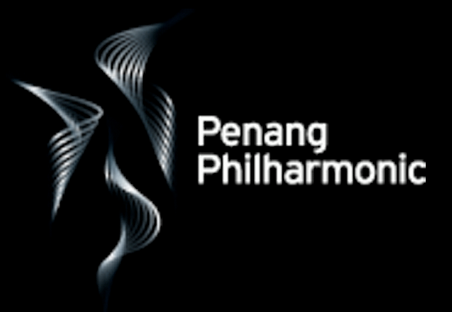
The official logo of The Penang Philharmonic

A Orquestra Sinfónica (português europeu) ou Sinfônica (português brasileiro) do Estado de Penang é uma orquestra amadora fundada pelo estado de Penang, Malásia. O maestro residente da orquestra é o japonês Jascha Shimano. A orquestra apresenta aproximadamente 140 concertos anualmente. Tem também um coro.